# Prescott (Oregon)
Prescott – miasto w Stanach Zjednoczonych, w stanie Oregon, w hrabstwie Columbia.